# Прирітникові
Прирітникові (Platysteiridae) — родина горобцеподібних птахів. Поширені в Афротропіці. Трапляються у відкритих лісах або саванах. Живляться комахами, на яких полюють на землі.

## Класифікація
Раніше прирітникових розглядали у родині мухоловкових (Muscicapidae), а рід Lanioturdus — гладіаторових (Malaconotidae). Серед прирітникових розглядали також роди Bias, Megabyas і Pseudobias, які зараз відносяться до вангових (Vangidae).
- Рід Приріт, Batis
  - Приріт рудокрилий, Batis capensis
  - Приріт короткохвостий, Batis mixta
  - Приріт ірингійський, Batis crypta
  - Приріт зулуйський, Batis fratrum
  - Приріт ангольський, Batis margaritae
  - Приріт рувензорський, Batis diops
  - Приріт кокосовий, Batis poensis
  - Приріт західноафриканський, Batis occulta
  - Приріт конголезький, Batis minulla
  - Приріт габонський, Batis minima
  - Приріт чорноспинний, Batis ituriensis
  - Приріт сенегальський, Batis senegalensis
  - Приріт акацієвий, Batis orientalis
  - Приріт білобокий, Batis molitor
  - Приріт кенійський, Batis soror
  - Приріт сіробокий, Batis pririt
  - Приріт східний, Batis minor
  - Приріт західний, Batis erlangeri
  - Приріт карликовий, Batis perkeo
- Рід Прирітник, Platysteira
  - Прирітник чорногорлий, Platysteira peltata
  - Platysteira chalybea
  - Прирітник камерунський, Platysteira laticincta
  - Прирітка білошия, Platysteira castanea
  - Platysteira hormophora
  - Прирітник рубіновобровий, Platysteira cyanea
  - Platysteira jamesoni
  - Прирітка біловола, Platysteira blissetti
  - Прирітник мангровий, Platysteira albifrons
  - Прирітка рогоока, Platysteira tonsa
  - Прирітка жовточерева, Platysteira concreta
- Рід Ланіель, Lanioturdus
  - Ланіель, Lanioturdus torquatus